# Episimus silvaticus
Episimus silvaticus is een vlinder uit de familie van de bladrollers (Tortricidae). De wetenschappelijke naam van de soort is voor het eerst gepubliceerd in 2008 door Józef Razowski en Janusz Wojtusiak.
De soort komt voor in Ecuador.